# 歌川芳艶

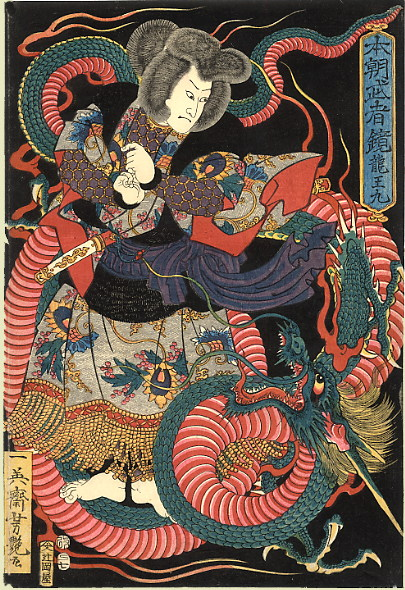
「本朝武者鏡 龍王丸」 ボストン美術館蔵 大判 安政3年（1856年）10月

歌川 芳艶（うたがわ よしつや、文政5年閏1月1日（1822年2月22日） - 慶応2年6月22日（1866年8月2日））とは、江戸時代末期の浮世絵師。歌川国芳の門人。月岡芳年や落合芳幾など並み居る国芳門弟たちの中に隠れ、名前は殆ど知られていないが、国芳の武者絵の才能を最もよく受け継いだ絵師である。

## 来歴

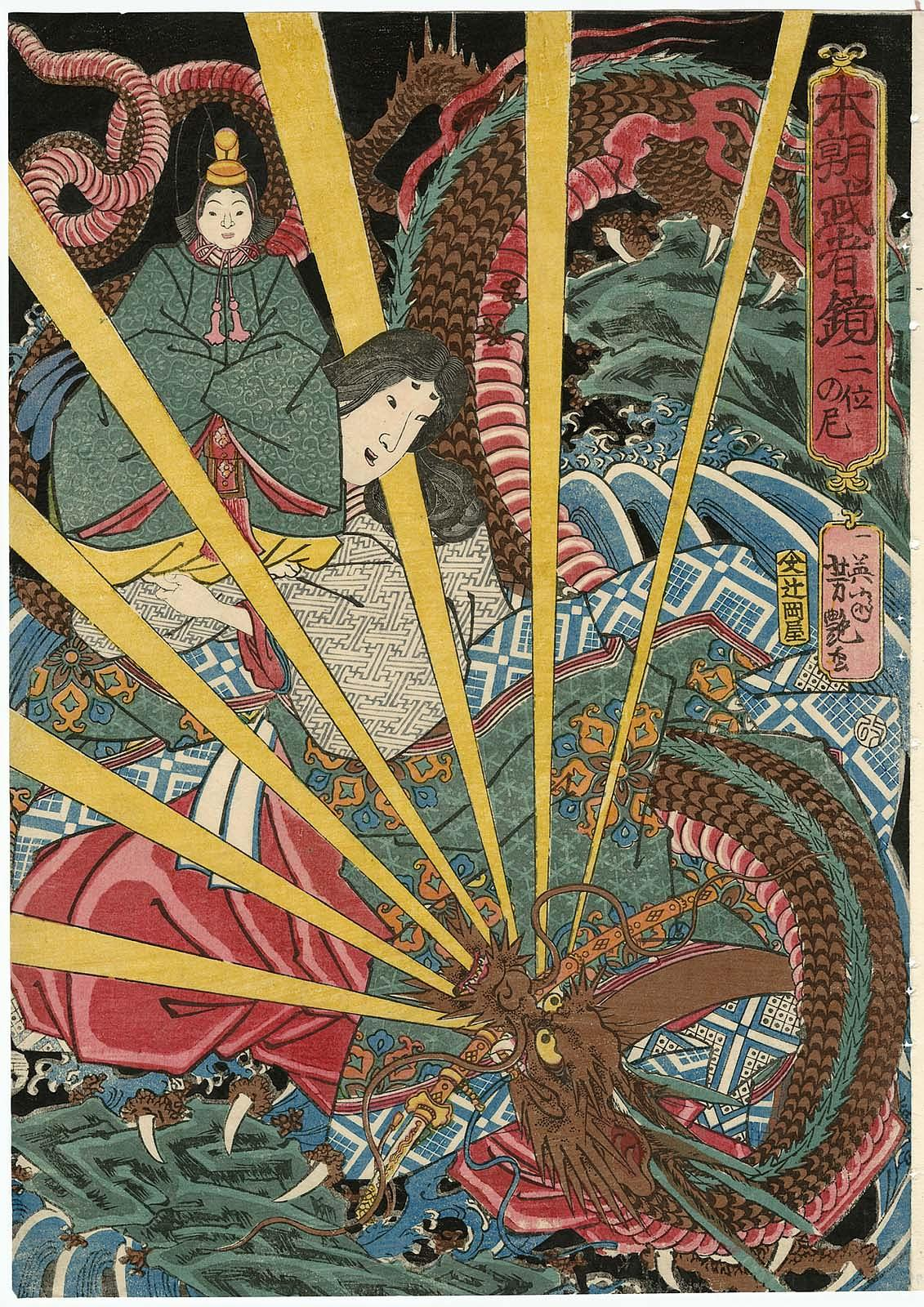
本朝武者鏡 二位の尼 ボストン美術館他蔵 大判 安政3年（1856年）10月

姓は甲胡、名は万吉。歌川を称す。一栄斎、後に一英斎と号す。「歌川芳艶」という歌川姓を冠した落款は今のところ見当たらないため、一英斎芳艶と呼ぶべきだという意見もある。
日本橋本町二丁目の駕籠屋「十ノ字」の子として生まれた。甲胡清三郎の弟。15歳で国芳に入門、17歳の時髪結床の暖簾に九紋竜と魯智深の雪中奮闘の図を描き、その力強い筆法と彩色の艶麗さが評判となり、それを見た国芳は彼に「芳艶」の号を与えたという。天保年間末頃にデビューしたとされ、現在確認されている最初作は美図垣笑顔作『花紅葉錦伊達傘』の挿絵であった。見世物絵も描いているが、若くして武者絵で才能を発揮し人気を博す。同門の歌川国輝とは良きライバルで、刺青の下絵において競いあい、芳艶なら児雷也、国輝なら「狐忠信」と並び評された。
ところが30歳を過ぎたころから賭博を好み色街に入り浸ったため、一時期、弟子仲間から不評を買い国芳から破門され、2、3年の間浮世絵制作からも遠ざかってしまう。しかし親友で博打仲間だった歌川芳鶴の牢死がきっかけになったのか、安政3年（1856年）頃から再び画業に戻り、師匠の国芳に負けぬほどの迫力ある武者絵を次々と世に送り出した。
万延元年（1860年）以降は役者絵や時事風俗画、風景画、「蛮国人物図会」などの横浜絵といった武者絵以外のジャンルも手がけた。しかしこれらは武者絵に比べると寡作で、芳艶の個性を感じる作品もすくない。文久3年（1863年）には将軍家茂の上洛を源頼朝の上洛になぞらえた合作「御上洛東海道」にも参加、全162点の内16点を担当している。一方、のれんや看板絵などの大きな作品も得意とし、特に江戸浅草奥山の松本亀八の生き人形の看板絵は良く知られている。生き人形の錦絵も多い。
亡くなるまで絵筆を取り続けたが、45歳で死去。墓所は東京都台東区谷中の妙円寺。法名は一英斎芳艶居士。過去帳のみ残り墓は不明。現在確認されている版画作品は452点、肉筆画、下絵、版下絵が9点、版本4点。浮世絵画集や展覧会図録などで芳艶の作品が紹介されることは殆ど無く、まだ多くの未確認作品があるとみられる。門人に二代目歌川芳艶、歌川一豊、歌川艶長、歌川艶政がいる。

## 作品
- 「蝦蟇妖術大蛇怪異 児雷也豪傑譚」大判3枚続 石川県立美術館所蔵 弘化3年-嘉永元年（1846年-1848年）
- 「川中島大合戦組討尽」大判錦絵 12枚揃 諸家分蔵 安政4年（1857年）
- 「山うば」 大判錦絵 石川県立美術館所蔵 安政5年（1858年）
- 「主馬佑坂田金時・靭負尉碓井貞光」大判錦絵 石川県立美術館所蔵 文久元年（1861年）
- 「花川戸助六之図」 大判3枚続 江戸東京博物館他所蔵 文久2年（1862年）　江戸東京博物館：収蔵品検索に画像あり
- 「蛮国人物図会 英吉利人」 大判錦絵 文久元年（1861年）
- 「為朝誉十傑」 大錦3枚続 揃物
- 「文治三年奥州高館合戦自衣川白龍昇天」 大錦3枚続 安政4年（1857年）
- 「破奇術頼光袴垂搦」 大錦3枚続 安政5年
- 「大江山酒呑退治」 大錦3枚続 安政5年
- 「源頼光足柄山入之図」 大錦3枚続 文久元年
- 「王城加茂社風景」 大錦3枚続 文久元年頃
- 「麻疹之こと」 大錦 文久2年
- 「東海道 程ケ谷 其二」 大錦 文久3年
- 「東海道名所之内 淀川」 大錦 文久3年
- 「東海道」 大錦揃物 合作 文久3年 「程ケ谷」、「見付」、「四日市」、「亀山」などを描く。
- 「金太郎尽 五月 鯉つかみ」 大錦

## ギャラリー

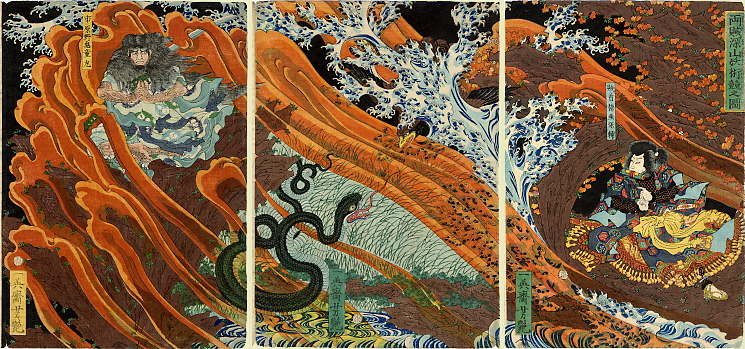
「両賊深山妖術競之図」 万延元年（1860年）9月 曲亭馬琴作、歌川豊国画の読本『四天王剿盗異録』（文化3年（1806年）刊）の巻之七、赤山の乾の谷において強盗の首領袴垂保輔と妖童鬼童丸が妖術を戦わす場面。鬼童丸が炎と大蛇をけしかけると、保輔は負けじと水と大鷲を繰り出す。
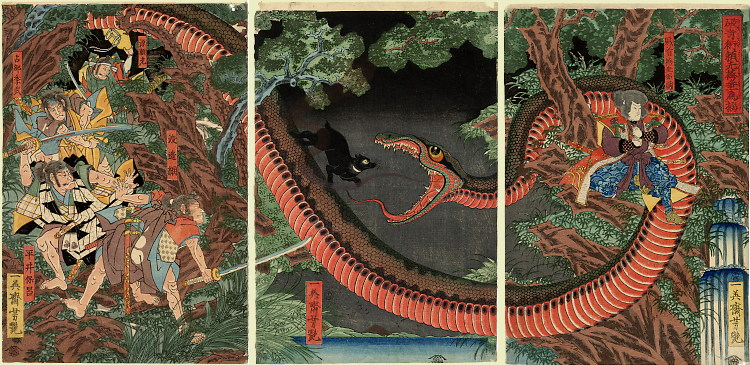
「破奇術頼光袴垂為搦」 安政5年（1858年）4月 これも『四天王剿盗異録』の巻之八、源頼光が足柄山で熊とウワバミの戦いを見る場面がもと。この戦いは保輔の幻術による物で、この間に保輔は頼光の荷物を奪い取る。
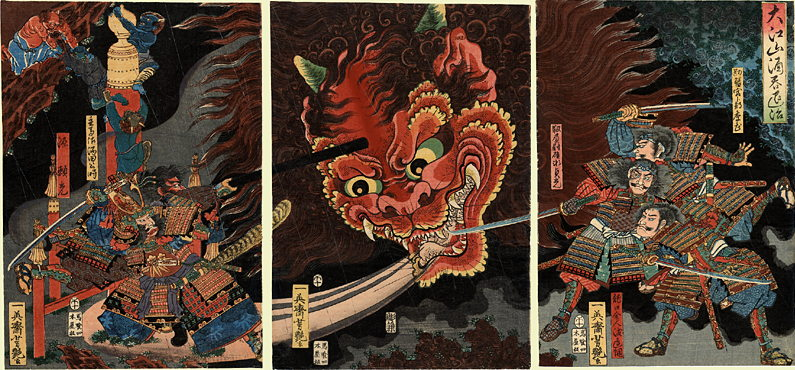
「大江山酒呑退治」 安政5年（1858年）10月 大江山の酒呑童子を退治しようとする源頼光とその配下たち。斬首した酒呑童子が首だけになっても頼光たちに襲いかかる。酒呑童子退治は武者絵ではしばしば描かれる画題であるが、本図のように酒呑童子の顔をここまでクローズアップして描いた例は他にない。
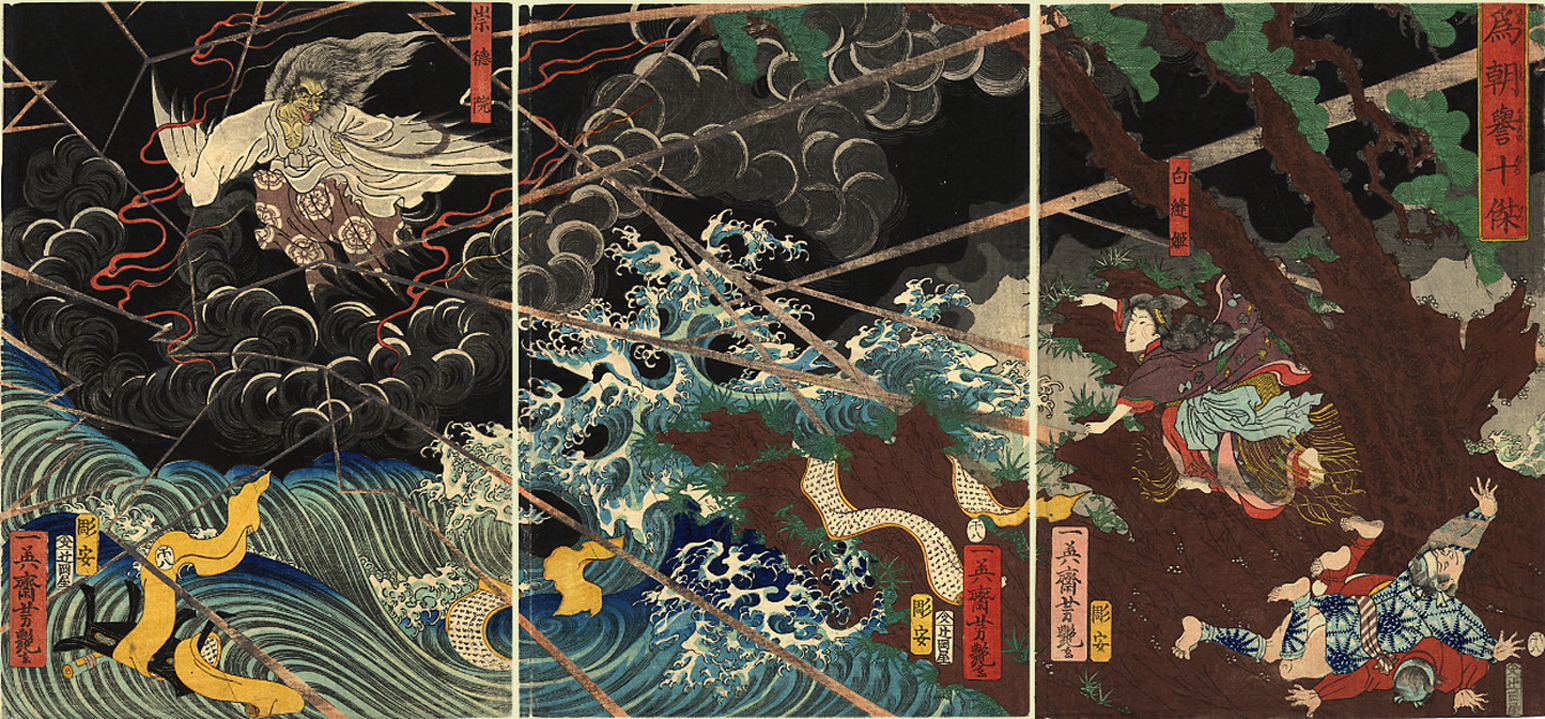
『為朝誉十傑』「白縫姫 崇德院」安政5年（1858年）8月 椿説弓張月の一場面。鎮西八郎為朝の妻白縫姫が、讃岐に流罪となり魔道に落ちて天狗となり果てた崇徳院に会う場面。